# 科学技術・イノベーション推進特別委員会
科学技術・イノベーション推進特別委員会（かがくぎじゅつ・イノベーションすいしんとくべついいんかい）は、日本の衆議院に設置されていた特別委員会。国会法第45条の規定に基づき設置されていた。

## 概要
科学技術・イノベーション推進特別委員会は、衆議院に置かれていた特別委員会である。科学技術・イノベーション推進特別委員会が国会に最初に置かれたのは、第177回国会（2011年（平成23年）1月24日召集）である。第210回国会（2022年（令和4年）10月3日招集）まで全ての国会で設置されていた。
科学技術・イノベーション推進特別委員会は、科学技術、イノベーション推進の総合的な対策の樹立を目的に設置されていた。
委員の選任は、すべて議長の指名によって行われる（衆議院規則37条）。実際には、各議院運営委員会において、各会派の議席数に応じて各委員会の委員の員数も配分され、個別の人事は配分された員数の範囲内で各会派によって行われる。
委員長は、委員の互選（国会法45条）で選任されると定められているが、投票によらないで動議によって選出されることがほとんどである。委員長の選挙は年長者が主催することになっている（衆議院規則101条）。事前に各会派間で協議された特別委員長各会派割当てと会派申出の候補者に基づいておこなわれる。なお、委員長に事故があった場合は理事が職務を行うことになっている（衆議院規則38条2項）。
理事の選任は委員の互選（衆議院規則38条1項）となっているが、委員会設置以来すべて委員長の指名により行われている。理事の員数および各会派割当ては議院運営委員会で決定した基準により、選挙など会派の構成が大きく変わった際に見直される。
2023年1月23日の通常国会に関し、科学技術・イノベーション特別委員会を廃止する事が決定した。

## 衆議院
- 衆議院における委員の選任は、総選挙後初めて召集される会期の始めに行われる（国会法第42条および衆議院委員会先例集9号）か、国会法または衆議院規則の改正により必要となったとき（衆議院委員会先例集10号）のみであり、その他の場合は異動とみなし、委員の辞任と補欠選任で対処することになっている。
- 多くの会派は、総選挙後の国会と毎年秋に召集される臨時国会の冒頭で各委員の構成を見直すことを例としていることから、実際に委員の構成が大きく変わるのはその際である。
- 委員の会派割当数は所属議員の比率により議院運営委員会において決定される（国会法第46条および衆議院委員会先例集12号）。

### 組織
衆議院科学技術・イノベーション推進特別委員会の員数は40人である（衆議院規則100条）。委員長1名、理事8名が選出または指名される。
衆議院科学技術・イノベーション推進特別委員会の組織
2021年（令和3年）06月11日の時点
- 科学技術・イノベーション推進特別委員長
  - 手塚仁雄（立憲民主党・無所属）

- 理事 
  - 井上貴博、尾身朝子、松本剛明、和田義明（自由民主党）
  - 中島克仁、中谷一馬（立憲民主党・無所属）
  - 池下卓（日本維新の会））
  - 浮島智子（公明党）

- 委員
  - 井林辰憲、石井拓、石川昭政、今村雅弘、小渕優子、尾﨑正直、尾身朝子、加藤竜祥、国定勇人、小泉龍司、國場幸之助、杉田水脈、鈴木隼人、三谷英弘、宮下一郎、簗和生（自由民主党）
  - 城井崇、末松義規、中川正春、山岡達丸、吉川元（立憲民主党・無所属）
  - 岬麻紀（日本維新の会）
  - 日下正喜、山崎正恭（公明党）
  - 長友慎治（国民民主党・無所属クラブ）
  - 宮本徹（日本共産党）

### 所管事項
衆議院科学技術・イノベーション推進特別委員会の所管事項は次の通り。
1. 科学技術、イノベーション推進の総合的な対策の樹立

国政調査案件
1. 科学技術、イノベーション推進の総合的な対策に関する事項

## 所管国務大臣等
委員会が審査又は調査を行うときは、政府に対する委員の質疑は、国務大臣又は内閣官房副長官、副大臣若しくは大臣政務官に対して行う（参議院規則42条の2）。どの国務大臣等に対して出席を求めるかは、各議院の委員会において、委員長及び理事の協議で決定される。科学技術・イノベーション推進特別委員会において出席を求められる主な国務大臣等は、以下の通り。
- 内閣府特命担当大臣（科学技術政策担当）
  - 高市早苗（自由民主党）

- 以上の国務大臣の下に置かれる内閣官房副長官、副大臣、大臣政務官など。

## 歴代委員長
| 衆議院科学技術・イノベーション推進特別委員長 | 衆議院科学技術・イノベーション推進特別委員長 | 衆議院科学技術・イノベーション推進特別委員長 | 衆議院科学技術・イノベーション推進特別委員長 |
| -------------------------------------------- | -------------------------------------------- | -------------------------------------------- | -------------------------------------------- |
| 1                                            | 川内博史                                     | 2011年1月24日 - 2011年8月31日                | 民主党                                       |
| 2                                            | 松宮勲                                       | 2011年9月13日 - 2012年9月8日                 | 民主党                                       |
| 3                                            | 池田元久                                     | 2012年10月29日 - 2012年11月16日              | 民主党                                       |
| 4                                            | 渡海紀三朗                                   | 2012年12月27日 - 2013年8月7日                | 自由民主党                                   |
| 5                                            | 竹本直一                                     | 2013年10月15日 - 2014年6月22日               | 自由民主党                                   |
| 6                                            | 渡辺博道                                     | 2014年9月29日 - 2014年11月21日               | 自由民主党                                   |
| 7                                            | 坂本祐之輔                                   | 2014年12月25日 - 2015年9月27日               | 維新の党                                     |
| 8                                            | 黄川田徹                                     | 2016年1月4日 - 2016年8月3日                  | 民主党→民進党                                |
| 9                                            | 松野頼久                                     | 2016年9月26日 - 2017年6月18日                | 民進党                                       |
| 10                                           | 古川元久                                     | 2017年11月2日 - 2017年11月17日               | 希望の党                                     |
| 11                                           | 笠浩史                                       | 2017年11月17日 - 2018年5月10日               | 希望の党                                     |
| 12                                           | 古本伸一郎                                   | 2018年5月10日 - 2019年10月3日                | 国民民主党                                   |
| 13                                           | 津村啓介                                     | 2019年10月4日 - 2020年9月18日                | 国民民主党→立憲民主党                        |
| 14                                           | 田嶋要                                       | 2020年10月26日 - 2021年10月14日              | 立憲民主党                                   |
| 15                                           | 井上英孝                                     | 2021年11月11日 - 2021年12月21日              | 日本維新の会                                 |
| 16                                           | 手塚仁雄                                     | 2022年1月17日 - 2022年10月2日                | 立憲民主党                                   |
| 17                                           | 下条みつ                                     | 2022年10月2日 - 2023年1月23日                | 立憲民主党                                   |